# Tenexpa
Tenexpa es el nombre de un pueblo que se encuentra en el municipio de Tecpan de Galeana, en la Costa Grande y aproximadamente a 2 horas de Acapulco de Juárez.
Tenexpa quiere decir “Lugar sobre la Cal” , porque anteriormente en esta región se solían quemar conchas de moluscos marinos para obtener la cal.
La ubicación exacta de Tenexpa:
Altitud : 8 metros (29 pies) sobre el nivel del mar.
Latitud : 17.1833 ( 17° 10° 60N )
Longitud : -100.7167 (100° 43° 0W).

## Clima
Los climas que predominan en la localidad de Tenexpa son el subhumedo y semihúmedo cálido, con una temperatura mínima de 17 °C y una máxima de 30 a 35 °C, con una media que oscila entre los 20 y 25 °C.

## Orografía
Tenexpa se encuentra a una altitud de 8 m s. n. m. y esto hace que su orografía tenga una superficie plana apta para la agricultura y la ganadería. Al norte, a 30 km. Se divisan las estribaciones de la Sierra Madre del Sur.

## Hidrología
El principal río que existe en la localidad es el “río de Tecpan” que corre al este del poblado, bañando las tierras denominadas “de bajiales”; así mismo se encuentra “el Huincho de don Lapo”, denominado así porque atraviesa una de sus propiedades, y que es afluente del río Tecpan.
Por el lado oeste de la población corre un arroyo ya casi extinto, denominado “arroyo del Barrancón” que divide la propiedad privada de la ejidal de los habitantes de Tenexpa. En el año de 1961, todavía existía un arroyo denominado “el Baden” y que era afluente del Techan; este arroyo retoma su cauce a las orillas de Tenexpa por el lado oeste, solo cuando el río Techan se desborda fuera de su cauce normal.
Tenexpa cuenta con un “Estero” en donde desembocan el río Techan y los arroyos mencionados formando un hermoso paisaje, paisaje que anteriormente se le denominaba “ isla de pájaros”, en la actualidad se le conoce como “la playa de Michigan” por su cercanía con el mar. El río y los arroyos son aprovechados para la agricultura y ganadería.

## Flora y fauna
Debido a las características orográficas y climáticas de la localidad, en sus tierras todavía podemos encontrar: armadillos, tlacuaches, víboras, iguanas, lagartos, conejos, ardillas y alacranes; entre las aves encontramos palomas, zopilotes, gorriones, garzas y cacalotes.

## Economía
A partir del cierre de una fábrica local de Jabón que era propiedad de la familia Iturburu, la localidad se mantuvo de la producción y comercialización de coco y plátano, sin embargo la producción de este último fue afectada drásticamente por la aparición de la plaga Sigatoka, que se esparció desde Centroamérica y el Caribe y encontró condiciones óptimas por el clima caluroso y la acumulación de fruta podrida que dejó una huelga de productores plataneros a finales de los años 80.
Hoy día el pueblo se sigue manteniendo del coco y del plátano , cultivos que han sido le
yenda en la historia de ese maravilloso lugar mágico
En el 2018 empresas locales comienzan a tener importancia a nivel local y regional como Navarretes y asociados (huerto dedicado al cultivo y venta de palmera de coco en diferentes especies) y con el plátano caciques locales dominan los mercados de las regiones de costa grande, Acapulco y Chilpancingo. Otras empresas locales Cocofresh y Xondecoco alcansan la distribución nacional e internacional (USA).

## Tradiciones
Las costumbres y tradiciones en Tenexpa, paulatinamente se han ido perdiendo debido a que las nuevas generaciones no radican en el lugar por falta de opciones de estudio y empleo y por otro lado la modernidad de los tiempos “influye” en su desaparición. Se ha perdido en el recuerdo “la lavada de los nejos” al río, paseo bullanguero de mujeres que eran trasladadas en carreta. Se olvidó también la elegante fiesta de la Navidad y la fiesta del Miércoles de Ceniza.
La peregrinación a Petatlan para velar a “Nuestro Señor Petatlan”, así como también el paseo turístico a la playa “Cayaquitos” se perdieron también, como los casamientos de día y con ello el rico manjar casero.
Es una tradición arraigada en esta población el baile de Año Nuevo, fiesta popular que se celebra en el zócalo y que al día siguiente se continúa en la Playa Míchigan. Es costumbre también en día de muertos el comer carne de marrano con chile verde y rojo con los tamales nejos, las ofrendas a los difuntos , el concurso de disfraces que se prepara con anticipación y en Semana Santa es tradición comer las famosas” torrejas”.
Tenexpa se identifica en la región por la alegría de su gente, así como por su florido vocabulario, cargado de todo tipo de palabras altisonantes.   (Se cuenta de que hace muchos años hubo un asalto a un banco en la cabecera municipal y cuando hicieron la reconstrucción de hechos, un testigo dijo "Uno de los asaltantes nos dijo a todos Arriba las manos, jijos de la #$%&+" .... ¡Es de Tenexpa! gritaron los policías).
Una tradición que todavía se conserva son los paseos de despedida de soltero, que consisten en llevar al novio por todo el pueblo a bordo de una carreta que es jalada por amigos y acompañado en todo momento de algún amigo gay voluntario vestido de novia.  En ocasiones incluso se baila el vals y se carga en brazos y avienta a "la novia", a quien generalmente nadie recibe en su caída.
Como todo pueblo chico, la gente -principalmente los mayores- tiene apodos célebres por los que se les reconoce incluso más que por sus propios nombres.  Algunos de los más conocidos son "Pelillo", La Orlis "El Cara de Guerra"", "El Cucharo","El Martillo", "El Becerro"  "La Morusa","Min  la argolla", "El Ñeque", "El Pipirin" "El Parrandero" y "La Guicha" "Ina".  Más que los nombres de calles o colonias, los apodos son utilizados como referencia (Ej. Enfrente de donde "El Ñeque", Por donde "Manche").
Mucha gente aún recuerda el acordeón de Don Tito Mena, que todas las mañanas alegraba con su música a los hombres y mujeres que caminaban por la calle principal cercana al Zócalo con rumbo al mercado local.
Los niños de hace algunas generaciones todavía perdían el sueño con historias de "La cucha ensillada", que se contaba era un cerdo hembra salvaje que utilizaba una silla de montar y recorría el pueblo por las noches. Otros afirman haber visto a un perro de ojos rojos que se decía era el mismo Satanás.

## Cultura
Un rasgo que se mantiene de las lenguas prehispánicas es el acento típico que la gente del centro percibe en forma de "cantado costeño" y en el cambio de terminación de las palabras, como "au" en lugar de "ado" y "j" en lugar de "s".  También se conservan palabras en náhuatl como chiquihuite (canasto), nejo (sucio) o chocoyote (de xocoyotl, o el hijo menor) y términos francamente inventados, como "apelincarse", que es pararse sobre las puntas de los pies, o afligirse, que es contraer la panza para poder ponerse una prenda de vestir apretada.
El 24 de junio se celebra en Tenexpa el día de san Juan, en honor del santo patrono del lugar, san Juan Bautista, posiblemente en honor al evangelizador de estas tierras, fray Juan Bautista Moya en el siglo XVI.
Todo platillo típico de Tenexpa está cocinado con manteca de cerdo.  Entre los principales destacan "El Relleno" (puerco en canal relleno de papa, zanahoria, plátano, piña y cubierto con variedad de chiles) con bolillos, Los nacatamales (una versión local de tamales oaxaqueños) y la iguana en salsa verde.
Con la aparición de la videocasetera Beta, las transmisiones de cine desaparecieron del pueblo.  En sus tiempos de apogeo, Tenexpa tenía dos salas de cine: El Variedades, que estaba techado y el Reyes, que era al aire libre y a donde la gente debía llevar su propia silla, o su bonote (cáscara de coco).  En ambos había función doble con un intermedio de 15 minutos y la cartelera se pegaba en la calle principal y se voceaba por todo el pueblo.
El máximo representante de la pintura local es Ulises Bailón Duarte que ha demostrado tener una percepción especial de personas y objetos logrando plasmarlos en murales y lienzos presentados en un gran número de foros nacionales y estatales.
En Semana Santa también se festeja el festival cultural Tenexpa a cargo del Lic. César Reyes Ayala, promovido por el Gobierno del estado en 2019 se espera su 6.ª edición. Este festival consta con el nombramiento de la reina (siempre vestida por Cocopaloma casa de moda mexicana estilizada), por la mañana un desfile que parte de la entrada, al zócalo acompañado con danzas, carros alegoricos y en ocasiones caballos. Al llegar al centro del lugar se encuentra una exposición gastronómica y cultural con los mejores platillos típicos de la comunidad como (relleno, Arroz de coco con leche, torrejas, tecollotas de coco y manteca, picadillo, manjar) también se exponen sus productos los negocios o empresas locales como (Navarretes, Cocofresh, Pastelería Marijoser, Memo's Snack, panadería la consentida, Miscelanea Astrid Isabel, platanitos machitos entre otras). Por la tarde se realiza un concurso de canto, acompañado con entremeses de los diferentes grupos culturales. En la noche se espera un baile acompañado ya en varias ocasiones por la Sonora dinamita. Sin duda es un evento de alto calibre que no se pueden perder.

## Deporte
El deporte oficial de Tenexpa es el Fútbol.  A lo largo de la historia existieron equipos como El Dynamo, El Barcelona y el AUSA.  Estos dos últimos representaban a la clase alta y baja del pueblo respectivamente y como tal se convirtieron en archirrivales que curiosamente siempre resolvían sus encuentros en penalties con un saldo a favor para El AUSA, que incluso llegó a vencer al América de la Primera División Nacional en un partido amistoso con gol de Ramiro Mena "El Gabacho" y una actuación memorable de Cande, el portero.
En años recientes, el torneo regional de basquetbol en donde participan localidades vecinas como San Luis San Pedro, San Luis La Loma, Nuxco, Tetitlán y Tecpan ha cobrado mayor fuerza, pero Tenexpa ha tenido altibajos pasando de campeón a ser penosamente eliminado y a tener temporadas francamente grises.   Los hechos violentos que se han tenido en la región últimamente han afectado la continuidad de estos torneos. 
Cada diciembre se rinde homenaje a Samuel Manez Reyes quien en vida fuera portero del Irapuato y por quien el pueblo se entristece y llora su temprana partida.

## Danza
Los días 1 y 2 de noviembre “día de muertos” se lleva a cabo la danza de “el Cortés”. Esta danza es representada por cinco participantes varones, uno de los cuales se viste de mujer representando a la Malinche, uno a caballo de madera y los otros a pie, todos armados con machete de madera bailando al son de música de viento (chile frito).
Al son de la música invitan a los observadores a que participen de la danza, haciendo el simulacro de quitarle a la Malinche. Termina cuando al participante le pegan un machetazo.
Seguramente esta sería la explicación de la danza del Cortés en sus orígenes, pero en Tenexpa no se tiene ningún antecedente de este tipo de folklore, se le llama así porque la familia “Cortés” fue la que la introdujo y actualmente sus descendientes la siguen representando para el esparcimiento de los habitantes de Tenexpa.